# 첼시 마켓

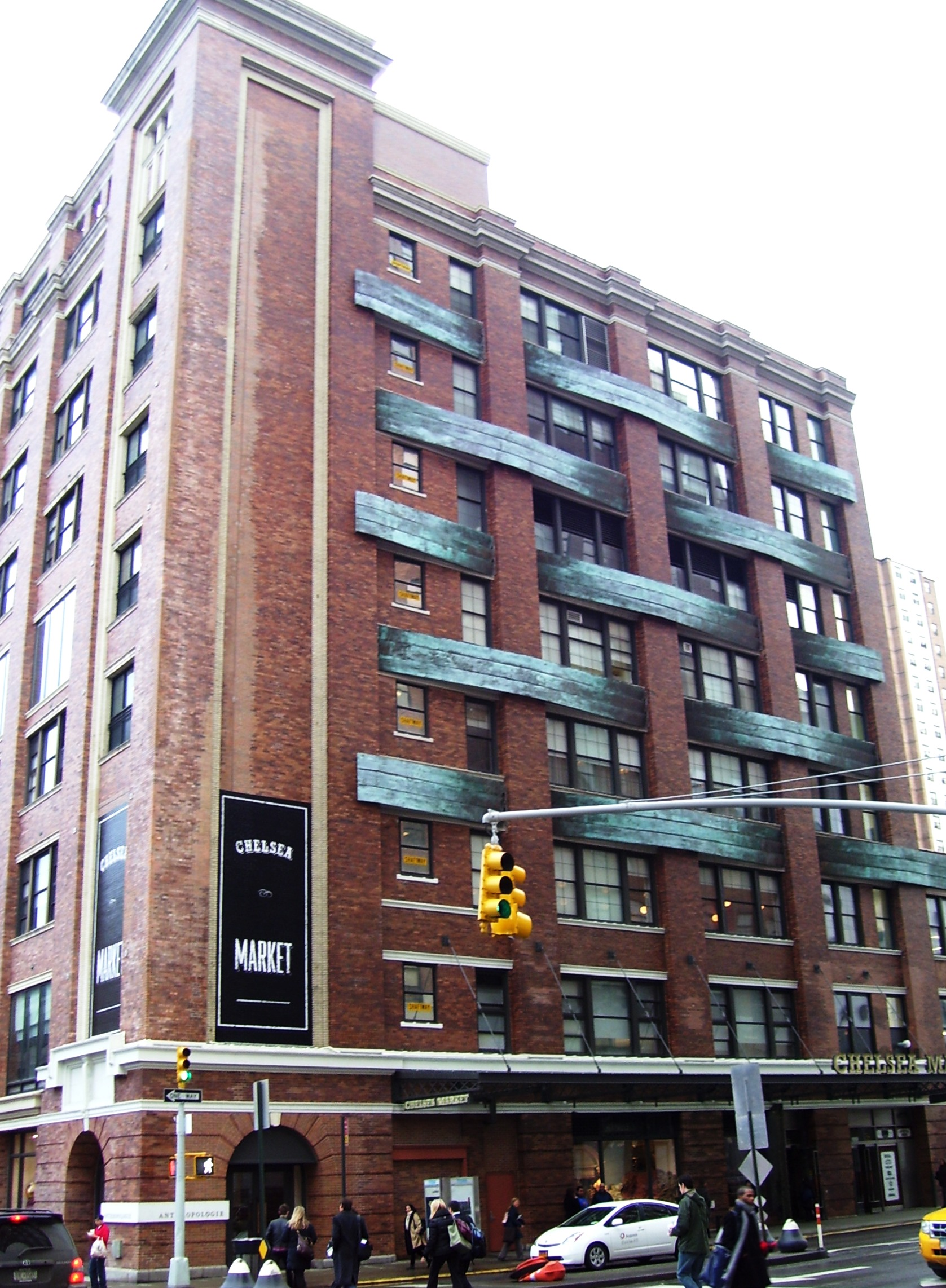
첼시 마켓

첼시 마켓(Chelsea Market)은 뉴욕 첼시에 위치한 실내형 식료품 마켓이다.